# Steringotrema pagelli
Steringotrema pagelli är en plattmaskart. Steringotrema pagelli ingår i släktet Steringotrema och familjen Fellodistomatidae. Inga underarter finns listade i Catalogue of Life.